# Tribogna
Tribogna (ligurisch Tribéugna) ist eine kleine italienische Gemeinde in der Metropolitanstadt Genua mit 584 Einwohnern (Stand 31. Dezember 2023).

## Geographie
Die Gemeinde liegt im Tal Fontanabuona des Ligurischen Apennin. Die Entfernung zu der ligurischen Hauptstadt Genua beträgt etwa 33 Kilometer.
Von den Nachbargemeinden Neirone und Mocònesi wird Tribogna durch den Bach Lavagna getrennt.
Zusammen mit 16 weiteren Kommunen bildet Tribogna die Comunità Montana Fontanabuona.

## Quellen

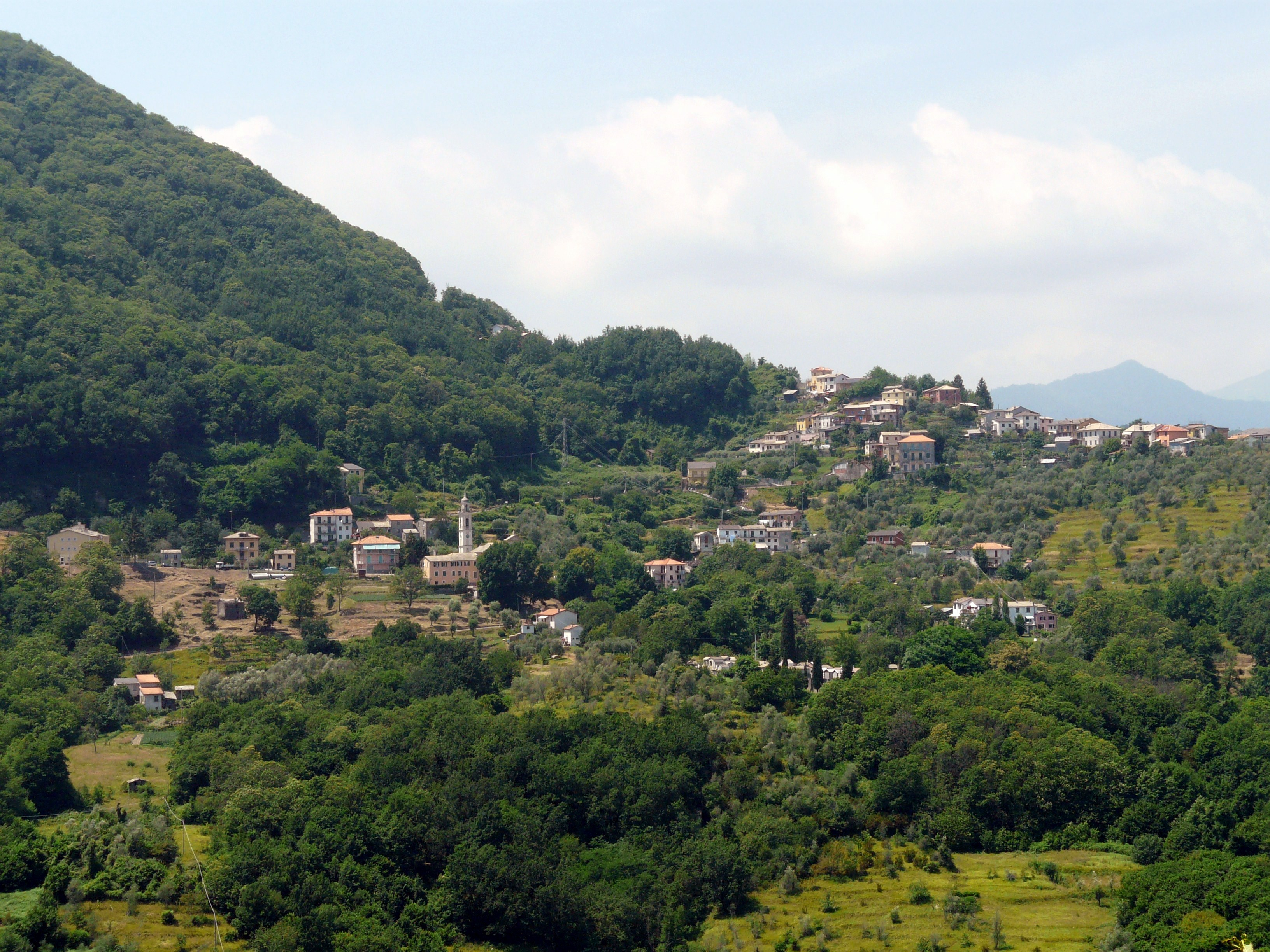
Tribogna in Ligurien